# أوبن سي أل
أوبن سي أل (بالإنجليزية: OpenCL)‏ (لغة الحوسبة المفتوحة) هو إطار عمل لكتابة البرامج التي تعمل على منصات الحوسبة غير المتجانسة (Heterogeneous computing) والتي تتكون من وحدة المعالجة المركزية، وحدة المعالجة الرسومية، معالج الإشارة الرقمي ومصفوفات البوابات المنطقية القابلة للبرمجة والمعالجات الأخري أو مسرعي العتاد. يحدد أوبن سي أل لغات البرمجة (المستندة علي سي99 (C99) وسي++11) لبرمجة هذه الأجهزة وواجهة برمجة التطبيقات للتحكم في النظام الأساسي وتنفيذ البرامج على أجهزة الحوسبة.

## وصلات خارجية
- الموقع الرسمي

لم يتم العثور على روابط لمواقع التواصل الاجتماعي.